# Таркаев, Анатолий Николаевич
Анатолий Николаевич Таркаев (13 августа 1931 — 15 октября 2013) — передовик советского сельского хозяйства, главный зоотехник госплемзавода имени 50-летия СССР Курьинского района Алтайского края, Герой Социалистического Труда (1973).

## Биография
Родился 13 августа 1931 году в селе Поповка Рубцовского района Западно-Сибирского края в русской крестьянской семье. Завершил обучение сельской школе, затем окончил обучение в зооветеринарном техникуме, который располагался в селе Павловское Павловского района Алтайского края. Позже получил высшее образование по направлению агрономия в Алтайском сельскохозяйственном институте. 
С 1961 года стал работать в должности зоотехника-селекционера госплемзавода «Курьинский» (позднее переименован в госплемзавод имени 50-летия СССР), в 1964 году был назначен главным зоотехником в этом госплемзаводе. Стал добиваться высоких результатов, организовал племенную работу, был создателем высокоценного племенного стада овец. В среднем получал около 140 % ягнят, а по лучшим хозяйствам достигал совершено запредельного по тем временам показателя в 168 %. 
За большие успехи, достигнутые во Всесоюзном социалистическом соревновании и проявленную трудовую доблесть в выполнении принятых обязательств по увеличению производства и заготовок продуктов животноводства в зимний период 1972-1973 гг., Указом Президиума Верховного Совета СССР от 6 сентября 1973 года Анатолию Николаевичу Таркаеву было присвоено звание Героя Социалистического Труда с вручением ордена Ленина и золотой медали «Серп и Молот».
Продолжил трудовую деятельность в госплемзаводе. В 1981 году получил приглашение на работу в Алтайский научно-исследовательский и проектно-технологический институт животноводства, стал трудиться заведующим сектором по исследованию шерсти. С 1991 года выполнял обязанности старшего научного сотрудника отдела овцеводства в этом же институте. Активно занимался научно-исследовательской работой, является автором более 30 печатных трудов по вопросам племенной работы в овцеводстве, обладатель авторского свидетельства на новую породу овец.
Являлся членом КПСС с 1959 по 1991 годы. Член Алтайского краевого и Курьинского районного комитетов КПСС.
Проживал в Барнауле Алтайского края. Умер 15 октября 2013 года. Похоронен в Барнауле.

## Награды
За трудовые успехи удостоен:
- золотая звезда «Серп и Молот» (06.09.1973)
- орден Ленина (06.09.1973)
- Орден Трудового Красного Знамени (08.04.1971)
- другие медали.